# Arsames (Sohn des Ostanes)
Arsanes oder Arsames (altpersisch Aršama) war ein Angehöriger der persischen Achämenidendynastie im 4. vorchristlichen Jahrhundert. Er war ein Sohn des Prinzen Ostanes und damit ein Enkel des Großkönigs Dareios II.
Arsanes war verheiratet mit Sisygambis, die aller Wahrscheinlichkeit nach auch seine Schwester war. Ihre gemeinsamen Söhne waren Dareios III. († 330 v. Chr.), der letzte persische Großkönig, und Oxyathres. Eine Tochter hieß Stateira, die später mit ihrem Bruder Dareios verheiratet wurde.
Ostanes wie auch die meisten seiner Söhne und Enkel ließ Artaxerxes III. 358 v. Chr. bei seinem Machtantritt in einem Massaker umbringen, weil sie von ihm als potentielle Bedrohung wahrgenommen wurden. Arsanes und Sisygambis wie auch eine weitere Schwester aber überlebten das Massaker. Offenbar wurden sie von Artaxerxes III. nicht als Bedrohung angesehen, wohl weil sie fern und einflusslos vom Hof lebten. Dafür spricht auch die Biographie des Dareios III., der vor seiner Thronbesteigung in Verhältnissen unter seinem Stand gelebt hatte und sich unter Artaxerxes III. erst in die bescheidene Position eines königlichen Eilboten (ἀστάνδης) hinaufarbeiten musste.
Arsames muss noch vor der Inthronisierung seines Sohnes 336 v. Chr. gestorben sein, da er zu diesem und auch späteren Anlässen nicht mehr erwähnt wird.